# Hyalurgus amnicola
Hyalurgus amnicola là một loài ruồi trong họ Tachinidae.